# Edmund Campion
Edmund Campion, född 24 januari 1540 i London, död 1 december 1581 i Tyburn, var en engelsk jesuit och martyr. Campion helgonförklarades som en av Englands och Wales fyrtio martyrer den 25 oktober 1970 av påve Paulus VI och firas inom Romersk-katolska kyrkan den 1 december.

## Biografi
Edmund Campion var diakon i engelska kyrkan, men flydde till Douai i Frankrike, där han 1571 avsvor sig den protestantiska tron. År 1573 blev han jesuit i Rom och 1578 prästvigd och återvände sedan 1580 till England som missionär. Följande år anklagades han för att vara spion, sattes i fängelse i Towern och hängdes och styckades för förräderi.

## Eftermäle och helgonförklaring
Campion saligförklarades av påven Leo XIII 9 december 1886. Han kanoniserades 1970 av Paulus VI som en av Englands och Wales fyrtio martyrer. Hans dödsdag 1 december högtidlighålls inom den katolska kyrkan som hans helgondag.
De rep som användes vid hans avrättning förvaras på Stonyhurst College i Lancashire. De läggs på kyrkan St Peter's altare varje år på Sankt Edmunds dag som är en traditionell helgdag vid skolan.
Campion Hall vid Oxfords universitet, som erbjuder boende åt jesuiter som verkar vid universitetet, är uppkallad efter Edmund Campion.